# Segunda-dama do Brasil
Segunda-dama do Brasil é o título que recebe a esposa do vice-presidente do Brasil, sendo a anfitriã do Palácio do Jaburu. Esta designação, marcada por sua ascensão recente, confere à titular uma posição destacada na esfera protocolar e social, refletindo as dinâmicas em evolução na história política brasileira.
O termo segunda-dama, concebido como um contraponto ao mais comum primeira-dama, surgiu inicialmente a partir da expressão de Josina Peixoto. Esta designação, que ganhou destaque durante o período em que seu esposo, Floriano Peixoto, ocupava a vice-presidência em 1891, foi adotada para referenciar a esposa do vice-presidente. Assim, ao introduzir essa terminologia, estabeleceu uma distinção protocolar que perdura, tornando-se uma parte integrante da linguagem política brasileira para descrever a figura matrimonial vinculada à segunda mais alta posição no executivo nacional.
A notoriedade da segunda-dama na esfera pública representa um desenvolvimento relativamente recente, contrastando com a longa tradição do papel da primeira-dama como anfitriã em residências presidenciais ― inicialmente no Palácio do Itamaraty, mais tarde, no Palácio do Catete, no Palácio Guanabara e atualmente no Palácio da Alvorada. A ascensão da esposa do vice-presidente sinaliza uma mudança nas dinâmicas sociais e políticas do Brasil, proporcionando uma perspectiva contemporânea sobre a representação feminina e suas responsabilidades protocolares na esfera pública.
Dez mulheres, ao longo da história, transcenderam o título de segunda-dama para tornarem-se primeiras-damas durante os mandatos de seus esposos na presidência. A pioneira nesse percurso foi Josina Peixoto, esposa de Floriano Peixoto, o primeiro vice-presidente do Brasil em 1891, que mais tarde ascendeu à presidência de 1891 a 1894. Desde então, essa tendência persistiu, destacando mulheres que não apenas desempenharam papéis protocolares, mas que também se tornaram símbolos de influência e engajamento social. Um capítulo notável dessa história é representado por Marcela Temer, esposa de Michel Temer, o 24.º vice-presidente que posteriormente assumiu a presidência de 2016 a 2019.
É interessante notar que, em alguns casos, como o de Mariquita Aleixo, os desafios políticos impediram que o título de primeira-dama fosse oficialmente conferido, devido ao impedimento na posse de seu marido. Já Francisca Ribeiro destaca-se como uma exceção única, sendo primeiro primeira-dama para, posteriormente, assumir o papel de segunda-dama.
A atual segunda-dama brasileira é Lu Alckmin, esposa do 26.º vice-presidente do Brasil, Geraldo Alckmin.

## História

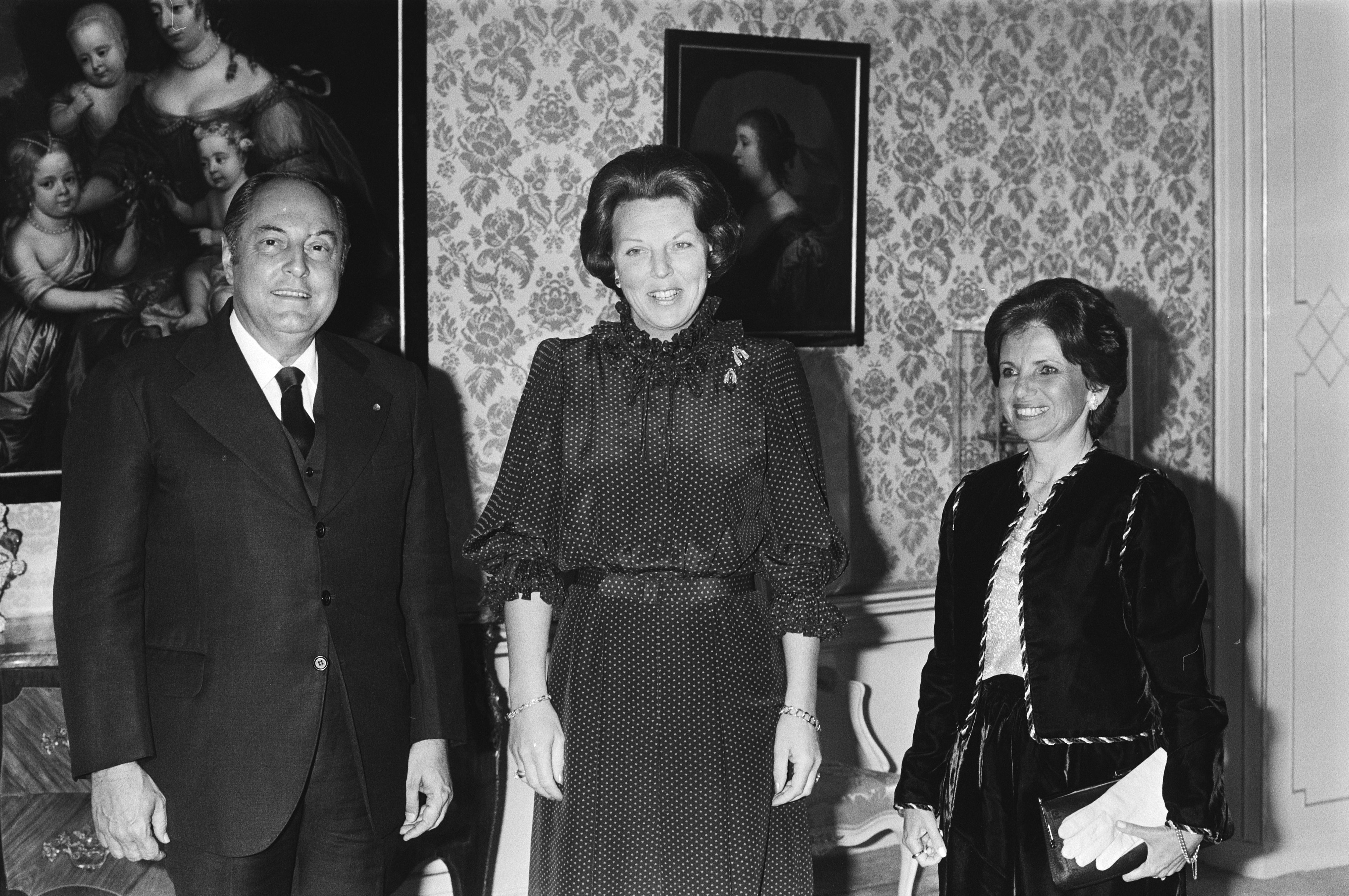
O vice-presidente Aureliano Chaves com a rainha Beatrix dos Países Baixos (centro) e a segunda-dama Vivi Chaves (direita).

O título de segunda-dama emergiu como uma plataforma de mudanças significativas nas últimas décadas. Longe de ser uma mera consorte protocolar, a esposa do vice-presidente desempenha funções que, embora desprovidas de poder legal, adquirem relevância simbólica e social. Essas funções abrangem desde a hospedagem durante recepções na residência vice-presidencial até a presença ao lado do vice-presidente em viagens oficiais, além de diversas responsabilidades cerimoniais.
O desenvolvimento recente desse título é marcado por uma transformação notável. Nos últimos anos, as esposas dos vice-presidentes têm adotado papéis públicos que transcendem as obrigações tradicionais, emergindo como figuras que desafiam expectativas e atraem considerável atenção da mídia.
Um exemplo desse engajamento é observado no ano de 2011, quando Marcela Temer, esposa do 24.º vice-presidente Michel Temer, uniu forças com a ex-presidente Dilma Rousseff para lançar um programa inovador de Prevenção e Tratamento do Câncer de Colo de Útero e de Mama, no Teatro Amazonas.
No contexto da pandemia de COVID-19, Paula Mourão, esposa do 25.º vice-presidente Hamilton Mourão, lançou em abril de 2020, a campanha "Mãos Limpas, Vida Saudável". Em parceria com o Instituto de Cultura Brasileira, a iniciativa buscou arrecadar doações de itens essenciais, como sabonetes e álcool em gel, destinados às pessoas carentes em isolamento social em Brasília.
Lu Alckmin, esposa do 26.º vice-presidente Geraldo Alckmin, destaca-se por seu projeto inovador, a "Padaria Artesanal". Essa iniciativa não apenas ensina técnicas de panificação, mas também estabelece um modelo de capacitação comunitária, utilizando agentes multiplicadores para disseminar conhecimento em suas próprias comunidades. O projeto, marcado por uma colaboração eficaz com a Arquidiocese de Brasília e a iniciativa privada, destaca a independência financeira como uma meta alcançável sem depender de verbas públicas.
Houve 14 períodos de vacância na função, o mais longo atingiu a marca de 16 anos entre Clotilde de Mello Vianna e Beatriz Ramos. Essa vacância teve sua origem na inexistência do cargo de vice-presidente durante a chamada Era Vargas, uma época de transformações políticas e estruturais significativas na história brasileira. O período mais recente sem uma segunda-dama foi entre Marcela Temer e Paula Mourão.
A segunda-dama mais jovem da história foi Maria Thereza Goulart, com 19 anos à época da posse. A mais velha é Lu Alckmin, com 71 anos no dia da posse.

## Galeria de casais vice-presidenciais

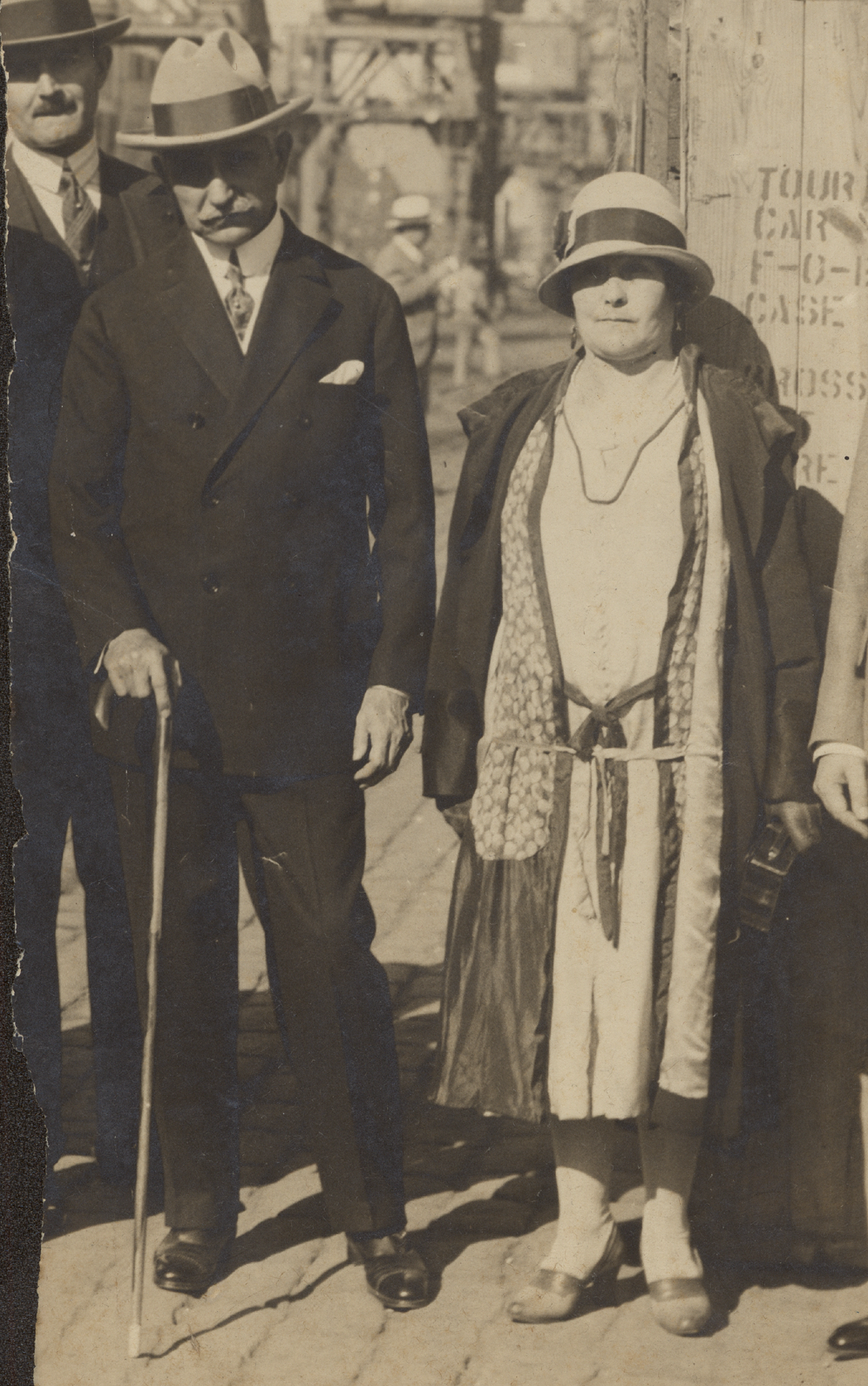
Vice-presidente Estácio Coimbra e a segunda-dama Joanna Coimbra. 1922–1926
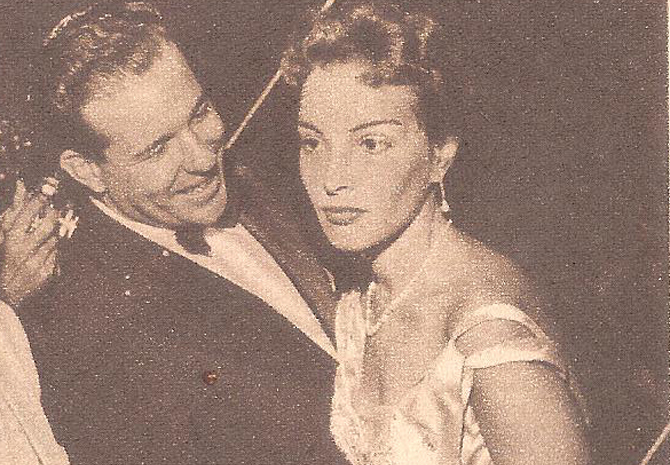
Vice-presidente João Goulart e a segunda-dama Maria Thereza Goulart. 1956–1961
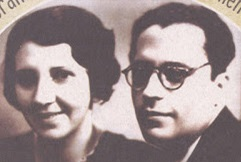
Vice-presidente Pedro Aleixo e a segunda-dama Mariquita Aleixo. 1967–1969
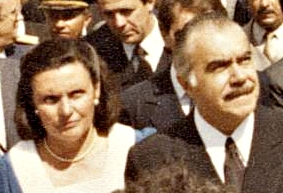
Vice-presidente José Sarney e a segunda-dama Marly Sarney. 1985
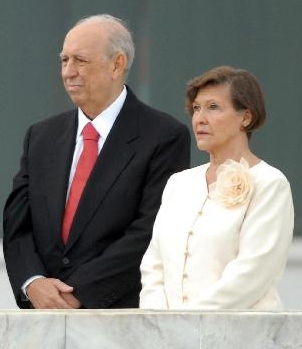
Vice-presidente José Alencar e a segunda-dama Mariza Gomes. 2003–2011
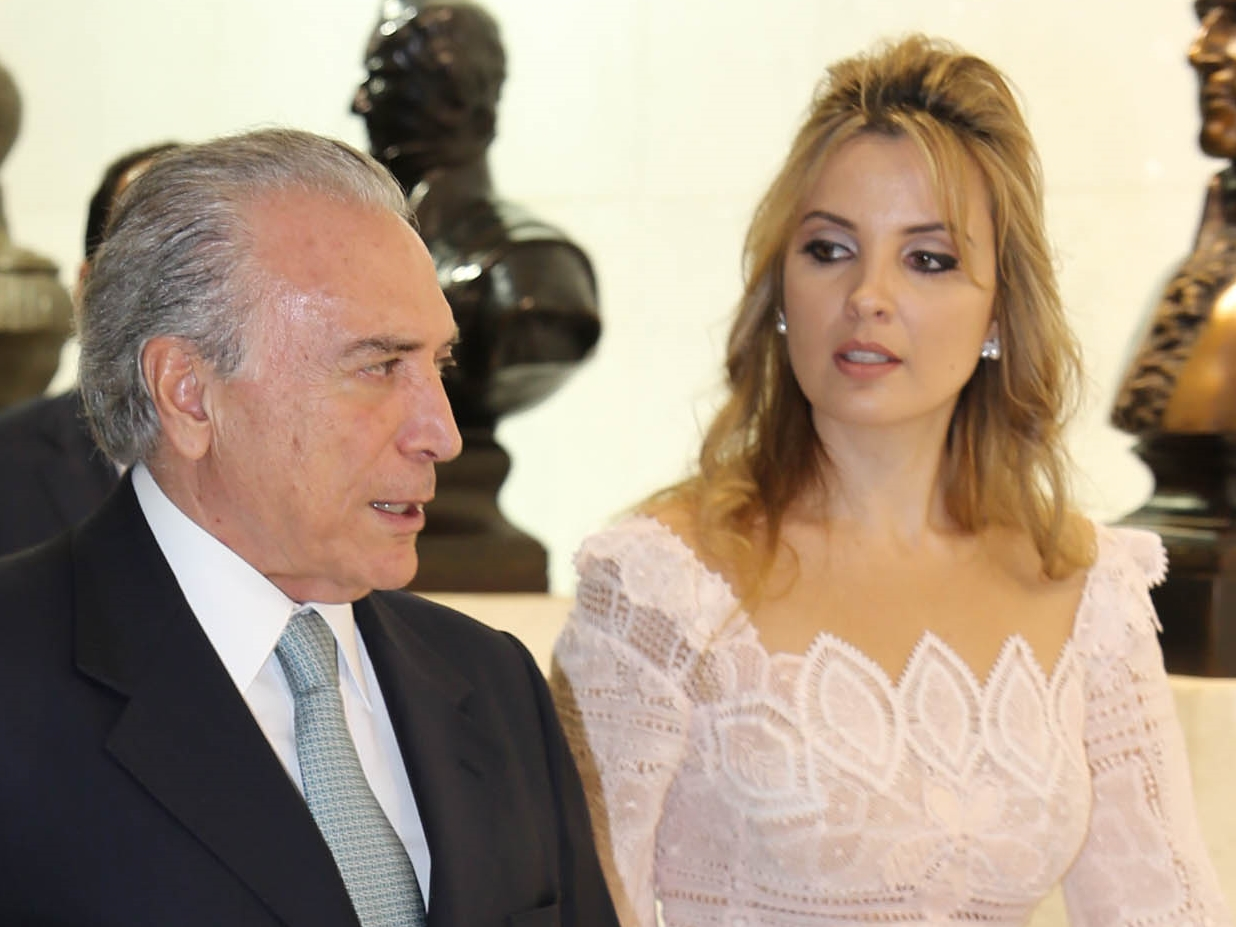
Vice-presidente Michel Temer e a segunda-dama Marcela Temer. 2011–2016
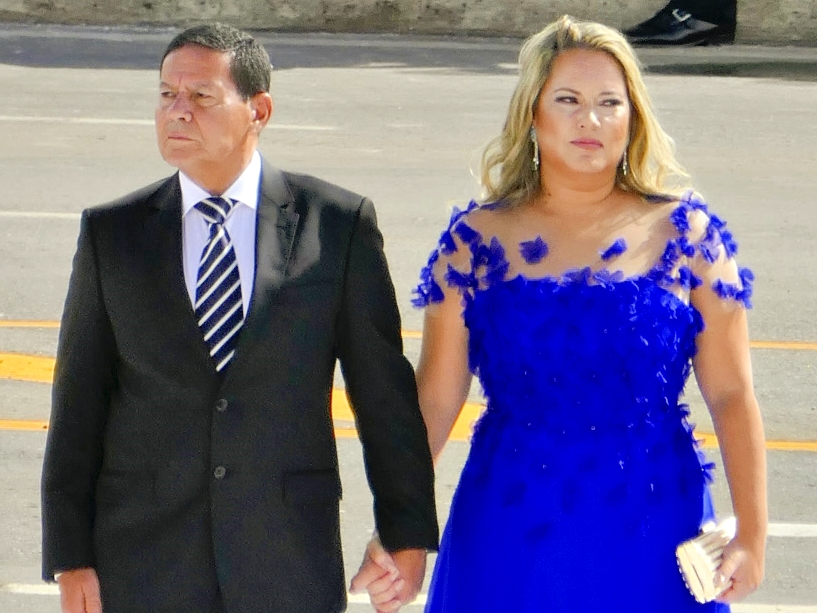
Vice-presidente Hamilton Mourão e a segunda-dama Paula Mourão. 2019–2023
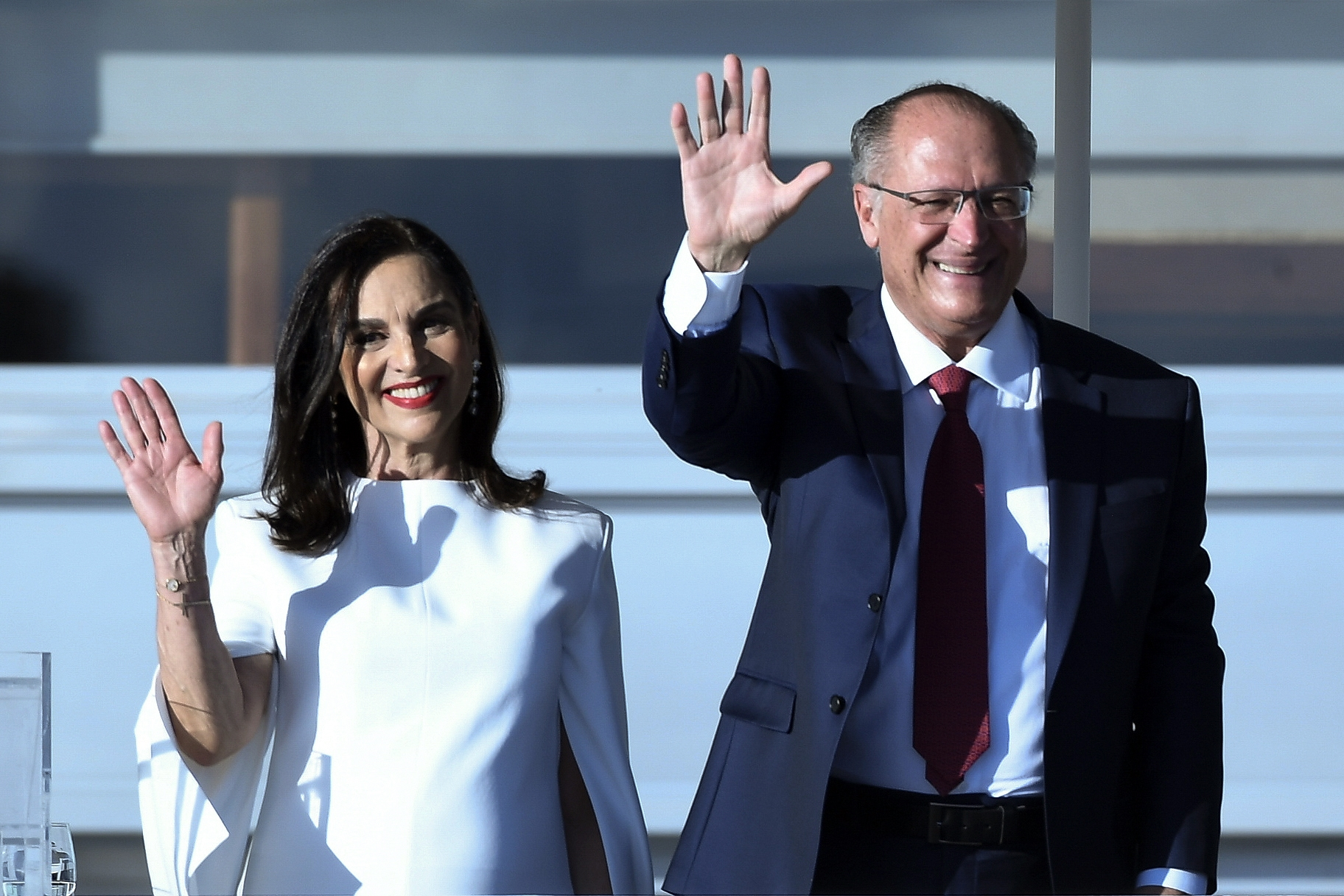
Vice-presidente Geraldo Alckmin e a segunda-dama Lu Alckmin. 2023–presente

## Segundas-damas que também foram primeiras-damas
- Josina Peixoto, esposa de Floriano Peixoto, entre 1891 a 1894.
- Guilhermina Penna, esposa de Affonso Penna, entre 1906 e 1909.
- Anita Peçanha, esposa de Nilo Peçanha, entre 1909 e 1910.
- Maria Pereira Gomes, esposa de Venceslau Brás, entre 1914 e 1918.
- Francisca Ribeiro, esposa Delfim Moreira, entre 1918 e 1919.
- Beatriz Ramos, esposa de Nereu Ramos, entre 1955 e 1956.
- Jandira Café, esposa de Café Filho, entre 1954 e 1955.
- Maria Thereza Goulart, esposa de João Goulart, entre 1961 e 1964.
- Marly Sarney, esposa de José Sarney, entre 1985 e 1990.
- Marcela Temer, esposa de Michel Temer, entre 2016 e 2019.

### Esposas que foram segundas-damas de estados brasileiros
- São Paulo: 1 — Lu Alckmin.

### Esposas que foram primeiras-damas de estados brasileiros
- Minas Gerais: 5 — Guilhermina Penna, Maria Pereira Gomes, Francisca Ribeiro, Alfida Vianna e Vivi Chaves.
- Maranhão: 2 — Filomena Araújo e Marly Sarney.
- Pernambuco: 2 — Joanna Coimbra e Anna Maria Maciel.
- Bahia: 1 — Amélia Pereira.
- Rio de Janeiro: 1 — Anita Peçanha.
- Santa Catarina: 1 — Beatriz Ramos.
- São Paulo: 1 — Lu Alckmin.

## Esposas que não foram segundas-damas
- Esther Brandão, esposa de Silviano Brandão, foi a única que não se tornou oficialmente segunda-dama, visto que seu marido morreu antes de tomar posse.

### Outros cônjuges de vice-presidentes do Brasil
Dois vice-presidentes ficaram viúvos antes de suas vice-presidências:
- Francisco Rosa e Silva foi casado com Maria das Dores Rosa e Silva de 1883 até a morte desta em 1892.
- Adalberto Pereira dos Santos foi casado com Julieta Pereira dos Santos de 1941 até a morte desta em 1968.

Dois vice-presidentes ficaram viúvos e se casaram novamente antes de suas vice-presidências:
- Fernando de Mello Vianna foi casado com Maria José de Mello Vianna. Ele posteriormente foi casado com Alfida Vianna de 1906 até a morte desta em 1928.

- Hamilton Mourão foi casado com Elisabeth Mourão de 1976 até a morte desta em 2016. Ele posteriormente se casou com Paula Mourão em 2018.

Dois vice-presidentes foram divorciados antes de suas vice-presidências:
- Itamar Franco foi casado com Ana Elisa Surerus de 1968 a 1978.

- Michel Temer foi casado com Maria Célia de Toledo de 1969 a 1987.

Um vice-presidente se casou depois de sua vice-presidência:
- Francisco Rosa e Silva foi casado com Heloísa Rosa e Silva de 1911 até 1929.

## Lista de segundas-damas do Brasil
| Retrato                                 | Segunda-dama                                                                     | Idade ao assumir função                 | Período                                          | Vice-presidente (data de casamento)             | Referências                 |
| --------------------------------------- | -------------------------------------------------------------------------------- | --------------------------------------- | ------------------------------------------------ | ----------------------------------------------- | --------------------------- |
|                                         | Josina Peixoto n. 9 de agosto de 1857 m. 5 de novembro de 1911 (54 anos)         | 33 anos e 201 dias                      | 26 de fevereiro de 1891 — 23 de novembro de 1891 | Floriano Peixoto 11 de maio de 1872             | [ 22 ] [ 23 ] [ 24 ]        |
| Vago; sem vice-presidente.              | Vago; sem vice-presidente.                                                       | Vago; sem vice-presidente.              | 23 de novembro de 1891 — 15 de novembro de 1894  | nenhum                                          |                             |
|                                         | Amélia Pereira n. 14 de novembro de 1863 m. não encontrado                       | 31 anos e 1 dia                         | 15 de novembro de 1894 — 15 de novembro de 1898  | Manuel Vitorino 1881                            | [ 25 ] [ 26 ]               |
| Vago; o vice-presidente era viúvo.      | Vago; o vice-presidente era viúvo.                                               | Vago; o vice-presidente era viúvo.      | 15 de novembro de 1898 — 15 de novembro de 1902  | Francisco Rosa e Silva Viúvo                    |                             |
|                                         | Esther Brandão n. 22 de outubro de 1868 m. 25 de julho de 1956 (87 anos)         | —                                       | —                                                | Silviano Brandão 1889                           | [ 27 ] [ nota 1 ]           |
| Vago; sem vice-presidente.              | Vago; sem vice-presidente.                                                       | Vago; sem vice-presidente.              | 15 de novembro de 1902 — 17 de junho de 1903     | nenhum                                          |                             |
|                                         | Guilhermina Penna n. 21 de junho de 1857 m. 14 de julho de 1929 (72 anos)        | 45 anos e 361 dias                      | 17 de junho de 1903 — 15 de novembro de 1906     | Affonso Penna 23 de janeiro de 1875             | [ 28 ] [ 29 ] [ 30 ]        |
|                                         | Anita Peçanha n. 21 de março de 1873 m. 9 de abril de 1960 (87 anos)             | 33 anos e 85 dias                       | 15 de novembro de 1906 — 14 de junho de 1909     | Nilo Peçanha 6 de dezembro de 1895              | [ 31 ]                      |
| Vago; sem vice-presidente.              | Vago; sem vice-presidente.                                                       | Vago; sem vice-presidente.              | 14 de junho de 1909 — 15 de novembro de 1910     | nenhum                                          |                             |
|                                         | Maria Pereira Gomes n. 19 de agosto de 1875 m. 14 de agosto de 1925 (49 anos)    | 35 anos e 88 dias                       | 15 de novembro de 1910 — 15 de novembro de 1914  | Venceslau Brás 12 de setembro de 1892           | [ 32 ] [ 33 ]               |
|                                         | Filomena Araújo n. 21 de março de 1868 m. 3 de agosto de 1948 (80 anos)          | 46 anos e 239 dias                      | 15 de novembro de 1914 — 15 de novembro de 1918  | Urbano Santos 6 de fevereiro de 1888            | [ 34 ] [ 35 ] [ 36 ] [ 37 ] |
|                                         | Francisca Ribeiro n. 9 de outubro de 1877 m. 18 de julho de 1965 (87 anos)       | 41 anos e 37 dias                       | 15 de novembro de 1918 — 16 de janeiro de 1919   | Delfim Moreira 11 de abril de 1891              | [ 38 ] [ 39 ]               |
| Vago; sem vice-presidente.              | Vago; sem vice-presidente.                                                       | Vago; sem vice-presidente.              | 16 de janeiro de 1919 — 28 de julho de 1919      | nenhum                                          |                             |
|                                         | Francisca Ribeiro n. 9 de outubro de 1877 m. 18 de julho de 1965 (87 anos)       | 41 anos e 292 dias                      | 28 de julho de 1919 — 1 de julho de 1920         | Delfim Moreira 11 de abril de 1891              | [ 38 ] [ 39 ]               |
| Vago; sem vice-presidente.              | Vago; sem vice-presidente.                                                       | Vago; sem vice-presidente.              | 1 de julho de 1920 — 10 de novembro de 1920      | nenhum                                          |                             |
|                                         | Antonietta de Paiva n. 7 de agosto de 1873 m. 4 de julho de 1955 (81 anos)       | 47 anos e 95 dias                       | 10 de novembro de 1920 — 15 de novembro de 1922  | Bueno de Paiva 12 de fevereiro de 1887          | [ 40 ] [ 41 ] [ 42 ] [ 43 ] |
|                                         | Filomena Araújo n. 21 de março de 1868 m. 3 de agosto de 1948 (80 anos)          | —                                       | —                                                | Urbano Santos 6 de fevereiro de 1888            | [ nota 2 ]                  |
|                                         | Joanna Coimbra n. 25 de dezembro de 1873 m. 18 de outubro de 1962 (88 anos)      | 48 anos e 325 dias                      | 15 de novembro de 1922 — 15 de novembro de 1926  | Estácio Coimbra 1893                            | [ 44 ] [ 45 ] [ 46 ]        |
|                                         | Alfida Vianna n. 10 de junho de 1876 m. 14 de janeiro de 1928 (51 anos)          | 50 anos e 158 dias                      | 15 de novembro de 1926 — 14 de janeiro de 1928   | Fernando de Mello Vianna 10 de junho de 1906    | [ 47 ] [ 48 ]               |
| Vago; o vice-presidente era viúvo.      | Vago; o vice-presidente era viúvo.                                               | Vago; o vice-presidente era viúvo.      | 14 de janeiro de 1928 — 13 de novembro de 1928   | Fernando de Mello Vianna Viúvo                  | [ 48 ] [ 49 ] [ 50 ]        |
|                                         | Clotilde de Mello Vianna n. 13 de junho de 1903 m. 17 de abril de 1978 (74 anos) | 25 anos e 153 dias                      | 13 de novembro de 1928 — 24 de outubro de 1930   | Fernando de Mello Vianna 13 de novembro de 1928 | [ 51 ] [ 52 ]               |
| Vago; sem vice-presidente.              | Vago; sem vice-presidente.                                                       | Vago; sem vice-presidente.              | 24 de outubro de 1930 — 19 de setembro de 1946   | nenhum                                          |                             |
|                                         | Beatriz Ramos n. 9 de outubro de 1898 m. 1 de junho de 1991 (92 anos)            | 47 anos e 345 dias                      | 19 de setembro de 1946 — 31 de janeiro de 1951   | Nereu Ramos 15 de agosto de 1916                | [ 53 ] [ 54 ]               |
|                                         | Jandira Café n. 17 de setembro de 1903 m. 28 de fevereiro de 1989 (85 anos)      | 47 anos e 136 dias                      | 31 de janeiro de 1951 — 24 de agosto de 1954     | Café Filho 17 de setembro de 1921               | [ 55 ] [ 56 ]               |
| Vago; sem vice-presidente.              | Vago; sem vice-presidente.                                                       | Vago; sem vice-presidente.              | 24 de agosto de 1954 — 31 de janeiro de 1956     | nenhum                                          |                             |
|                                         | Maria Thereza Goulart n. 23 de agosto de 1936 (88 anos)                          | 19 anos e 171 dias                      | 31 de janeiro de 1956 — 25 de agosto de 1961     | João Goulart 26 de abril de 1955                | [ 57 ]                      |
| Vago; sem vice-presidente.              | Vago; sem vice-presidente.                                                       | Vago; sem vice-presidente.              | 25 de agosto de 1961 — 15 de abril de 1964       | nenhum                                          |                             |
|                                         | Dasdores Alkmin n. 4 de setembro de 1902 m. 24 de abril de 2000 (97 anos)        | 61 anos e 224 dias                      | 15 de abril de 1964 — 15 de março de 1967        | José Maria Alkmin 8 de fevereiro de 1930        | [ 58 ] [ 59 ] [ 60 ]        |
|                                         | Mariquita Aleixo n. 7 de novembro de 1905 m. 21 de junho de 1989 (83 anos)       | 61 anos e 128 dias                      | 15 de março de 1967 — 31 de agosto de 1969       | Pedro Aleixo 29 de outubro de 1925              | [ 61 ] [ 62 ] [ 63 ]        |
| Vago; sem vice-presidente.              | Vago; sem vice-presidente.                                                       | Vago; sem vice-presidente.              | 31 de agosto de 1969 — 30 de outubro de 1969     | nenhum                                          |                             |
|                                         | Ruth Rademaker n. 26 de março de 1913 m. 24 de outubro de 1995 (82 anos)         | 56 anos e 218 dias                      | 30 de outubro de 1969 — 15 de março de 1974      | Augusto Rademaker 31 de janeiro de 1940         | [ 64 ] [ 65 ] [ 66 ]        |
| Vago; o vice-presidente era viúvo.      | Vago; o vice-presidente era viúvo.                                               | Vago; o vice-presidente era viúvo.      | 15 de março de 1974 — 15 de março de 1979        | Adalberto Pereira dos Santos Viúvo              | [ 67 ] [ 68 ]               |
|                                         | Vivi Chaves n. 8 de agosto de 1929 m. 11 de outubro de 2002 (73 anos)            | 49 anos e 219 dias                      | 15 de março de 1979 — 15 de março de 1985        | Aureliano Chaves 3 de maio de 1954              | [ 69 ] [ 70 ]               |
|                                         | Marly Sarney n. 4 de dezembro de 1931 (93 anos)                                  | 53 anos e 101 dias                      | 15 de março de 1985 — 21 de abril de 1985        | José Sarney 12 de julho de 1952                 | [ 71 ] [ 72 ]               |
| Vago; sem vice-presidente.              | Vago; sem vice-presidente.                                                       | Vago; sem vice-presidente.              | 21 de abril de 1985 — 15 de março de 1990        | nenhum                                          |                             |
| Vago; o vice-presidente era divorciado. | Vago; o vice-presidente era divorciado.                                          | Vago; o vice-presidente era divorciado. | 15 de março de 1990 — 29 de dezembro de 1992     | Itamar Franco Divorciado                        | [ nota 3 ]                  |
| Vago; sem vice-presidente.              | Vago; sem vice-presidente.                                                       | Vago; sem vice-presidente.              | 29 de dezembro de 1992 — 1 de janeiro de 1995    | nenhum                                          |                             |
|                                         | Anna Maria Maciel n. 20 de março de 1941 (84 anos)                               | 53 anos e 287 dias                      | 1 de janeiro de 1995 — 1 de janeiro de 2003      | Marco Maciel 28 de dezembro de 1967             | [ 73 ] [ 74 ]               |
|                                         | Mariza Gomes n. 19 de março de 1935 (90 anos)                                    | 67 anos e 288 dias                      | 1 de janeiro de 2003 — 1 de janeiro de 2011      | José Alencar 9 de novembro de 1957              | [ 75 ]                      |
|                                         | Marcela Temer n. 16 de maio de 1983 (42 anos)                                    | 27 anos e 230 dias                      | 1 de janeiro de 2011 — 31 de agosto de 2016      | Michel Temer 26 de julho de 2003                | [ 76 ]                      |
| Vago; sem vice-presidente.              | Vago; sem vice-presidente.                                                       | Vago; sem vice-presidente.              | 31 de agosto de 2016 — 1 de janeiro de 2019      | nenhum                                          |                             |
|                                         | Paula Mourão n. 2 de maio de 1976 (49 anos)                                      | 42 anos e 244 dias                      | 1 de janeiro de 2019 — 1 de janeiro de 2023      | Hamilton Mourão 11 de outubro de 2018           | [ 4 ]                       |
|                                         | Lu Alckmin n. 12 de julho de 1951 (74 anos)                                      | 71 anos e 173 dias                      | 1 de janeiro de 2023 — até a atualidade          | Geraldo Alckmin 16 de março de 1979             | [ 77 ]                      |

## Ex-segundas-damas vivas
Atualmente, seis ex-segundas-damas estão vivas. Em ordem de serviço são:

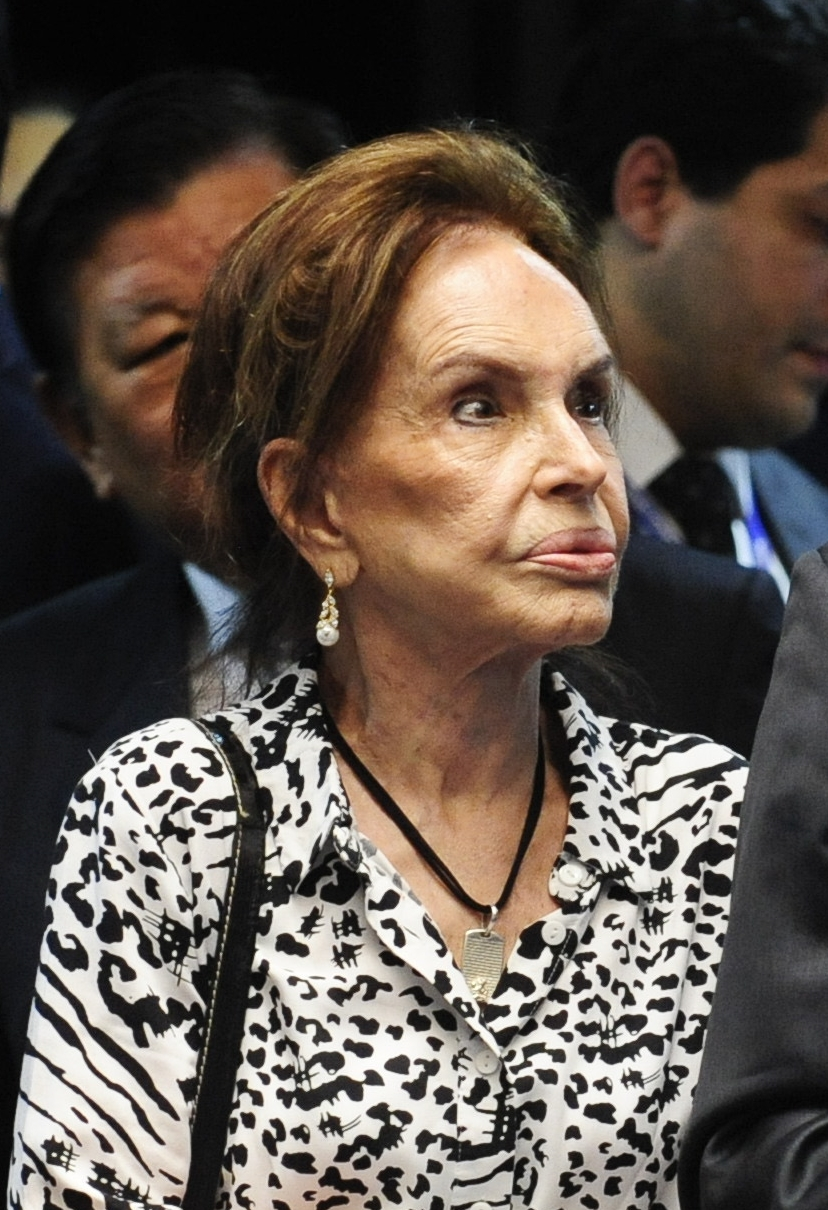
Maria Thereza Goulart serviu de 1956–61 n. 1936 (88 anos) viúva de João Goulart
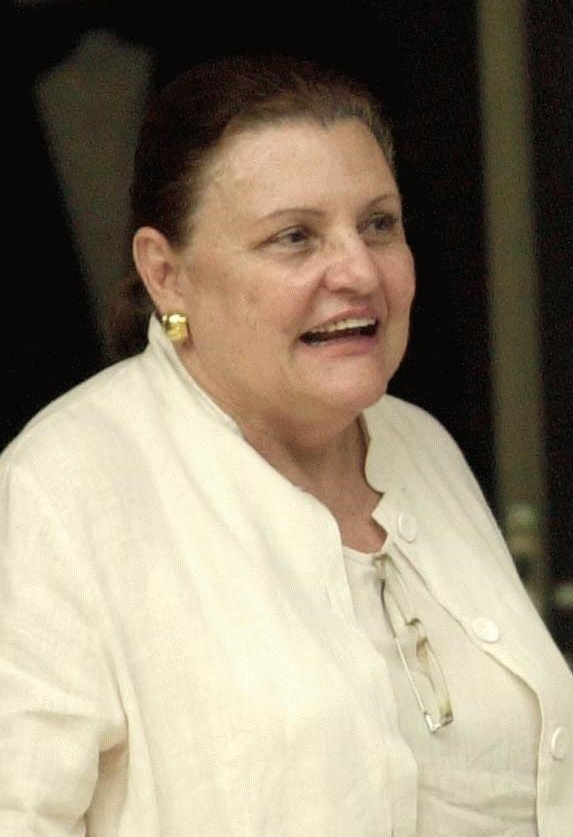
Marly Sarney serviu em 1985 n. 1931 (93 anos) esposa de José Sarney
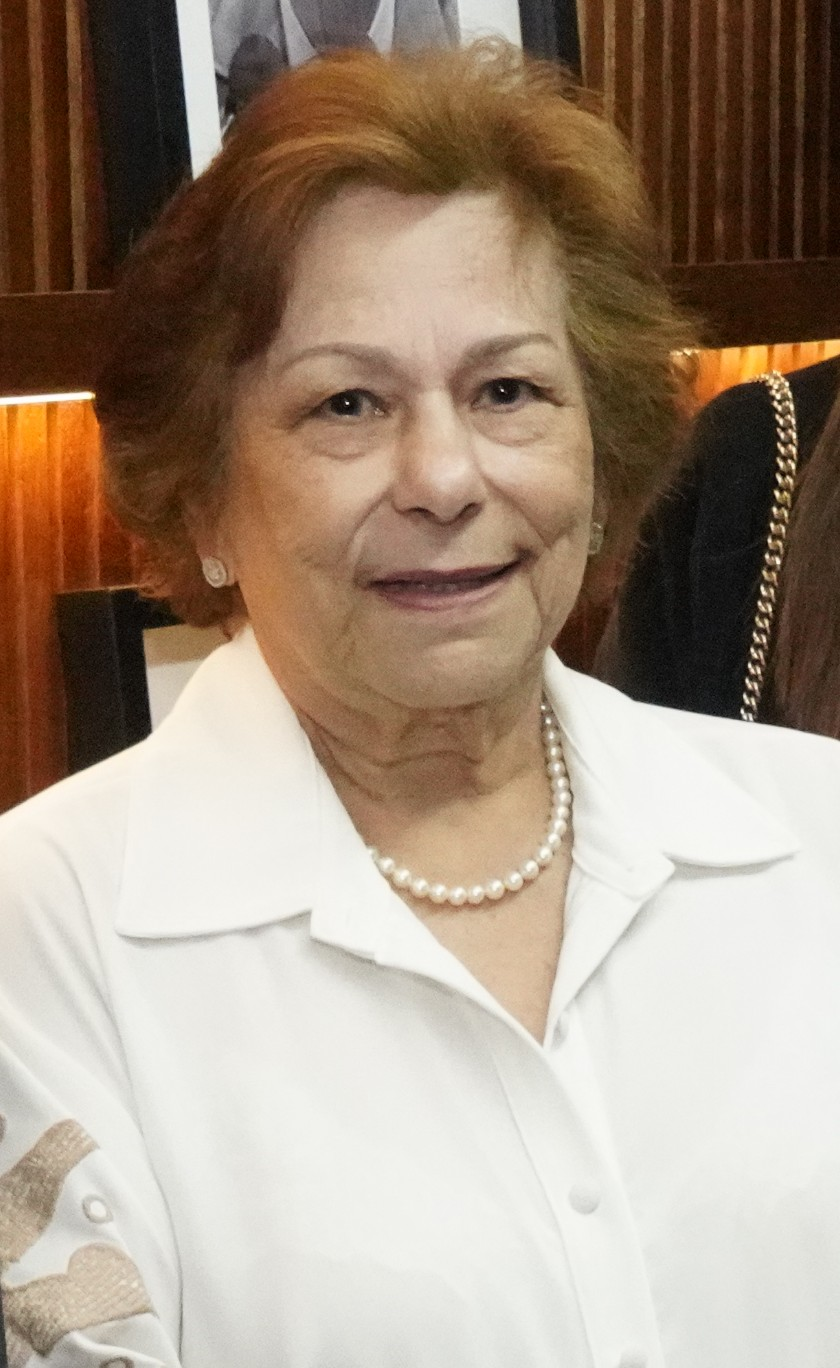
Anna Maria Maciel serviu de 1995–2003 n. 1941 (84 anos) viúva de Marco Maciel
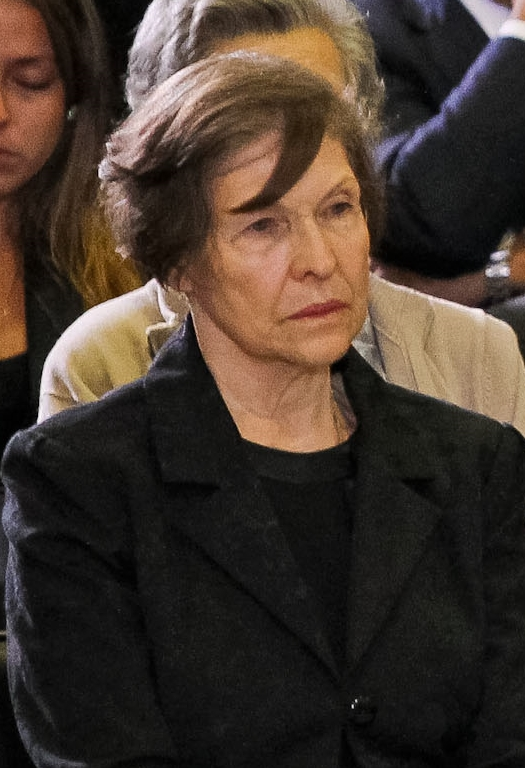
Mariza Gomes serviu de 2003–11 n. 1935 (90 anos) viúva de José Alencar
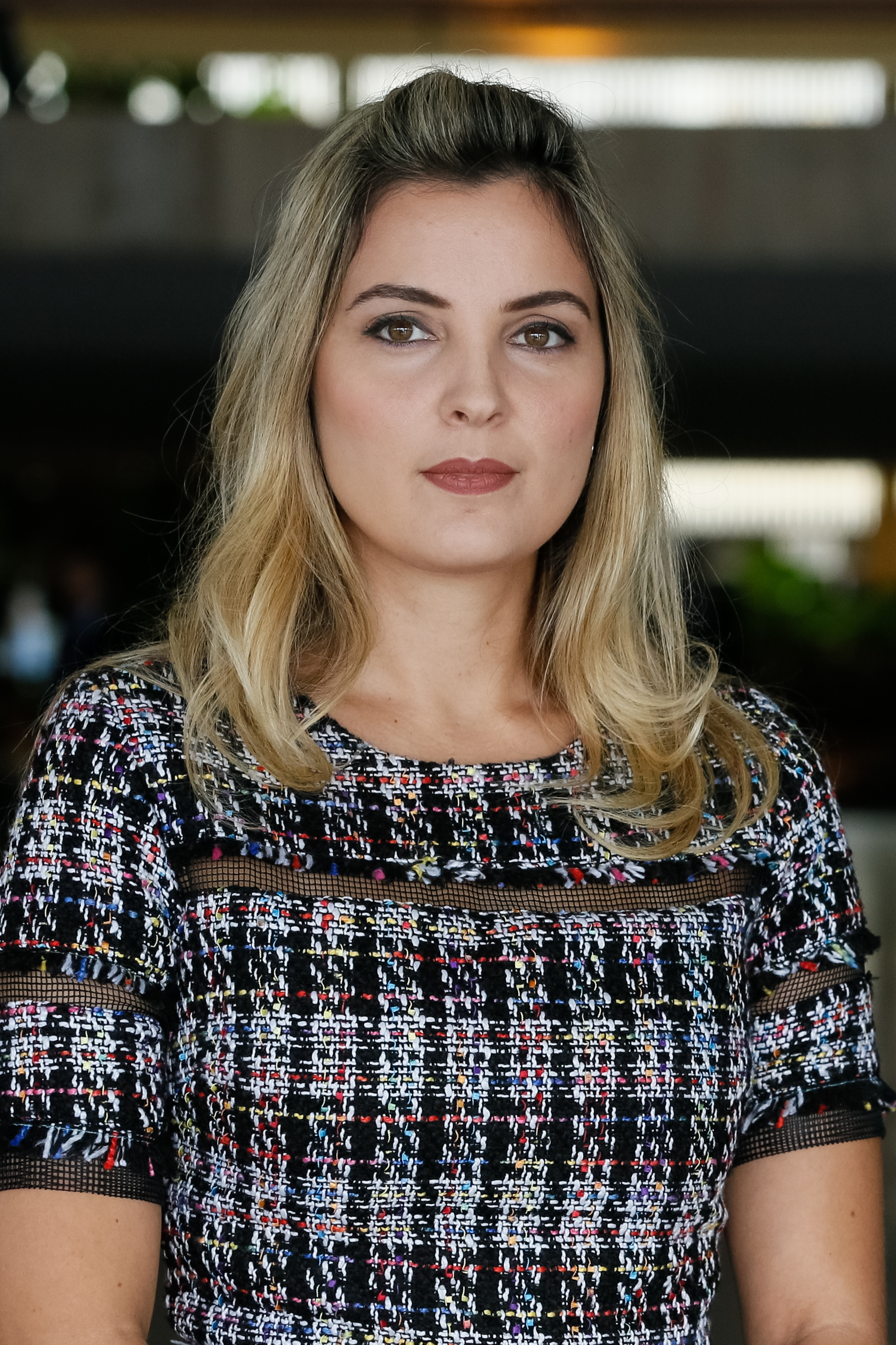
Marcela Temer serviu de 2011–16 n. 1983 (42 anos) esposa de Michel Temer
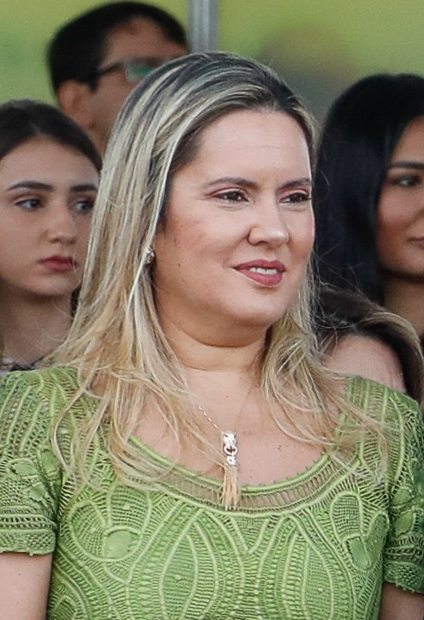
Paula Mourão serviu de 2019–23 n. 1976 (49 anos) esposa de Hamilton Mourão

A última ex-segunda-dama a falecer foi Vivi Chaves, em 11 de outubro de 2002, aos 73 anos.